# 이븐 히샴
이븐 히샴(Ibn Hisham, 아랍어:  أبو محمد عبدالملك بن هشام ابن أيوب الحميري المعافري البصري), ? ~ 833년)은 아라비아의 문학자이다. 바스라에서 출생하여 이집트의 푸스타트에서 죽었다. 이븐 이스하크(메디나 출생, ?-768)가 지적한 <예언자(마호메트)전>을 개서(改書)하였다. 이븐 이스하크의 작품은 소멸되었지만 이븐 히샴의 것으로 불후의 이름을 남길 수 있었고, 문학 작품으로서도 매우 높이 평가되고 있다.